# Pierre Baillot

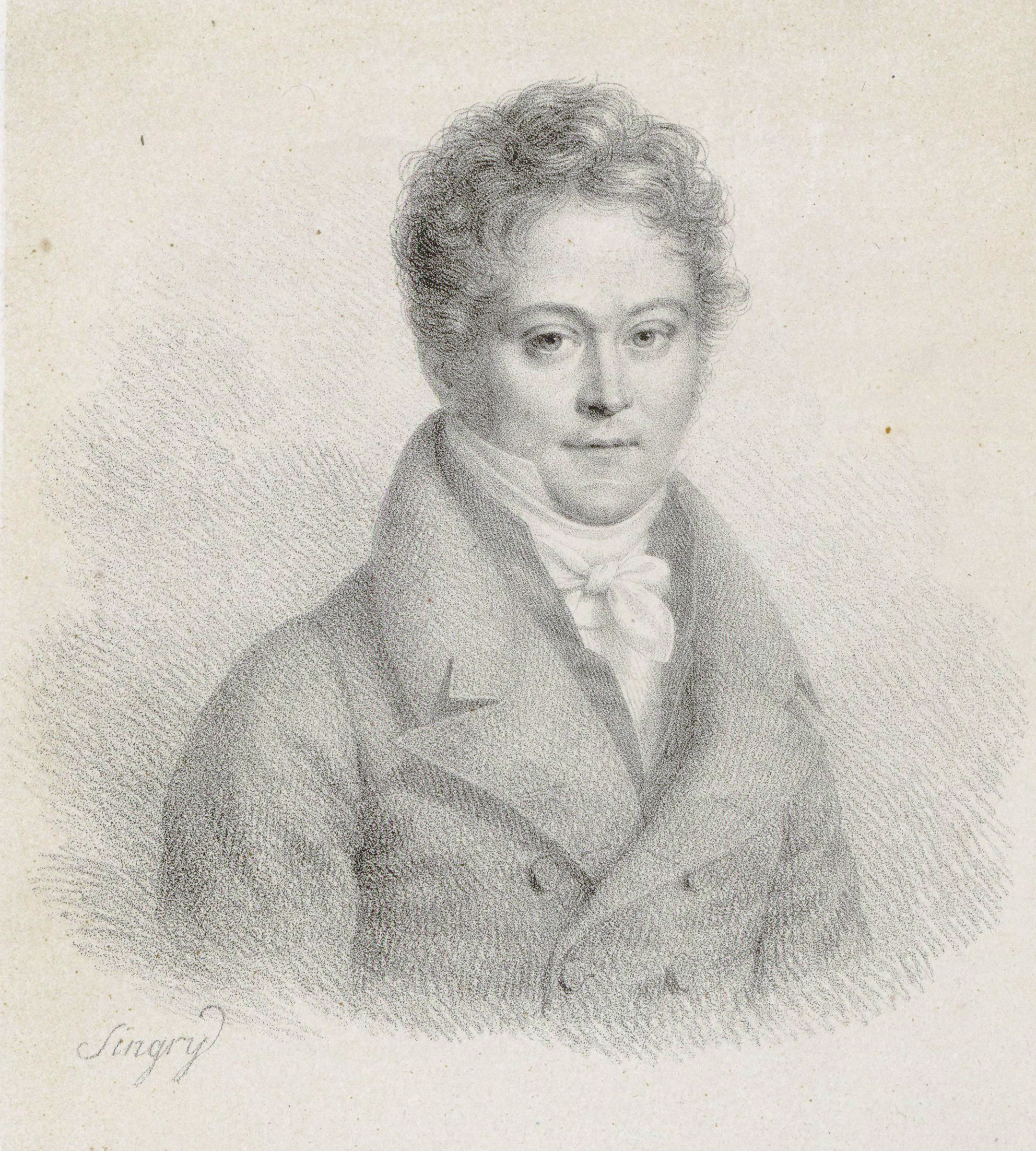
Pierre Baillot

Pierre Marie François de Sales Baillot (* 1. Oktober 1771 in Passy bei Paris; † 15. September 1842 in Paris) war ein französischer Violinist und Komponist.

## Leben
Pierre Baillot war der Sohn des Advokaten beim Pariser Parlament Nicolas Baillot und dessen Frau Antoinette (geborene Perreau). Er erhielt eine sorgfältige Erziehung. Er zeigte schon in jungen Jahren ein musikalisches Talent und begann von sich aus, Geige zu spielen. Den ersten Unterricht erhielt er im Alter von sieben Jahren durch einen Italiener namens Polidori, der aus Florenz stammte. Dieser war zwar ein eifriger Lehrer, doch konnte er dem Jungen nicht viel beibringen. Als Baillot mit seinen Eltern 1780 aus der Vorstadt nach Paris umzog, wurde ein französischer Geiger namens Sainte-Marie sein Lehrer. Durch dessen methodischen Unterricht erhielt er erstmals die künstlerischen Qualitäten, die sein späteres Violinspiel auszeichneten. Er achtete insbesondere auf Genauigkeit und Sauberkeit im Spiel. 
Im Jahr 1782 hörte Baillot erstmal das Spiel Giovanni Battista Viottis in seinem Concert spirituel. Dieses Ereignis hatte eine so tiefe Wirkung auf ihn, dass er Viotti zu seinem Idol machte und ihm nachzueifern versuchte. 1783 folgte er seinem Vater nach Bastia, wo dieser kurz darauf starb. Ein gewisser Herr von Boucheporn, der königliche Intendant auf Korsika, nahm sich des Knaben an und sandte ihn gemeinsam mit seinen eigenen Kindern nach Rom. Dort blieb er dreizehn Monate und erhielt bei Pollani, einem Schüler Pietro Nardinis, weiteren Unterricht.
Nach seiner Rückkehr diente er Boucheporn auf seinen Reisen in verschiedene Städte Frankreichs als Sekretär. 1791 hielt er sich wieder in Paris auf, wo er seinem Idol Viotti persönlich begegnete. Durch dessen Vermittlung erhielt er eine Stelle im Orchester des Théâtre Feydeau. Dort freundete er sich mit Pierre Rode an. Er verließ das Orchester nach fünf Monaten, um eine Anstellung im Finanzministerium anzutreten. Einige Jahre später erhielt Baillot eine Einberufung zum Freiwilligendienst, so dass er sich für 20 Monate in Cherbourg aufhielt. Er setzte auch dort seine Studien fort und kam eher zufällig mit den Werken einiger Kompositionen, wie Johann Sebastian Bach, Arcangelo Corelli, Francesco Geminiani, Georg Friedrich Händel, Pietro Locatelli und Giuseppe Tartini in Berührung, die ihm bisher unbekannt gewesen waren. Durch das Studium dieser Meisterwerke wurde er wesentlich gefördert.
Er entschloss sich, nach seiner Rückkehr vom Dienst in der Armee, die Musik endgültig zu seinem Lebensmittelpunkt zu machen. In Paris gab er ein „Viottisches“ Konzert, das große Anerkennung fand. Daraufhin wurde ihm 1795 nach der Eröffnung des Pariser Konservatoriums die Lehrerstelle für die dritte Klasse des Violinspiels übertragen. Zunächst sollte er seinen Kollegen Rode nur vorläufig vertreten, bald darauf erhielt er eine feste Anstellung, da sich Rode inzwischen in Russland niedergelassen hatte. Diese Arbeit führte er mit kleineren Unterbrechungen bis zu seinem Tod aus. 1805 unternahm er mit dem Violoncellisten Jacques Michel Hurel de Lamare eine Reise, die ihn durch Deutschland über Moskau nach Wien führte. Die eigentlich für ein Jahr vorgesehene Reise dauerte durch die kriegerischen Zeiten bis 1808. Eine Anstellung als Konzertmeister, die ihm bei seiner Anwesenheit in Moskau am dortigen Theater angeboten wurde, lehnte er ab. 1808 kam er gemeinsam mit Rode aus Sankt Petersburg in die Heimat zurück. 1812 und 1813 bereiste er das südliche Frankreich und 1815 Belgien, Holland und Frankreich.
Neben seiner Lehrtätigkeit wurde Baillot 1802 als Führer der zweiten Violine Mitglied der Privatmusik Napoleon Bonapartes und nach dessen Thronbesteigung auch der kaiserlichen Kapelle. Die Restauration erhob ihn 1821 zum ersten Soloviolinisten der königlichen Musikakademie und 1827 als Nachfolger Kreuzers zum ersten Violinisten der königlichen Kapelle. Nach der Julirevolution verlor Baillot diese Position.

### Familie
Baillots Vater Nicolas, geboren am 27. August 1731 in Dijon, war als Anwalt im Parlament von Paris tätig (französisch procureur du roi de la prévôté souveraine et de la juridiction royale d’Ajaccio). Er starb am 14. November 1783 in Bastia. Aus der im Jahr 1763 geschlossenen Ehe mit der aus Lyon stammenden Antoinette Perreau, gingen sieben Kinder hervor. Einzig Pierre Baillot und seine Schwester Rosalie erreichten das Erwachsenenalter. Rosalie war mit dem Geiger Charles Guynemer (1786–1862) verheiratet, der nach dem Tod seines Schwagers 1842 für einige Zeit in England lebte.
Am 17. Mai 1809 verheiratete Baillot sich mit Antoinette-Louise (geborene Raincour, 1781–1843), mit der er drei Kinder hatte:
- Augustine Baillot (1810) war Pianiatin ⚭ 1835 mit dem Geiger Charles Eugène Sauzay (14. Juli 1809 – 24. Januar 1901),[3] sie hatten einen Sohn Julien Sauzay.[4]
- René-Paul Baillot (23. Oktober 1813 – 1889), war Pianist und von 1848 (eingesetzt erst ab 1. Mai 1851) bis 1886 Ensemblelehrer (Kammermusik) am Pariser Konservatorium,[5] ⚭ 1845 mit Léonie (geborene Beyerman-Savalete).
- Colette Baillot (1819–1842).[6]

## Wirken
Seine pädagogische Wirksamkeit begann mit der im Auftrag des Unterrichtskomitees des Konservatoriums in Gemeinschaft mit Pierre Rode und Rodolphe Kreutzer verfasste Violinschule (französisch Méthode de violon), deren Redaktion ihm überlassen wurde. Seine wissenschaftliche Bildung und seine Kompositionsstudien unter Leitung Charles-Simon Catels, Luigi Cherubinis und Anton Reichas hatten ihn auf diese Aufgabe vorbereitet. Auf Grund dieser Arbeit gilt Baillot als das Haupt der modernen französischen Violinschule.
Von einem Aufenthalt in Russland von 1805 bis 1809 abgesehen, blieb Paris der eigentliche Ort seiner Tätigkeit. Baillot Gründete 1814 mehrere öffentliche Quartettakademien und bestimmte durch seine bis zum Tod fortgesetzten Streichquartettproduktionen die Richtung dieser Schule. Er brachte dadurch dem Publikum die Meisterwerke deutscher und italienischer (Boccherini) Kammermusik nahe.
Zu seinen Violinschülern im Pariser Konservatorium zählten auch ausländische Musikstudenten wie der in Frankfurt am Main geborene Offenbacher Komponist und Dirigent Wilhelm Speyer. Weitere Schüler waren Pierre-Auguste-Louis Blondeau, Charles Dancla, François-Antoine Habeneck, Jacques Féréol Mazas und Nicolas Lambert Wéry.

## Werke (Auswahl)
Baillot schuf zahlreiche literarische Werke zu seinem Instrument: 1835 veröffentlichte er unter dem Titel: L’art du violon eine eigene Violinschule, die weite Verbreitung fand und auch in deutscher Übersetzung erschien.
- 9 Violinkonzerte Nr. 1 op. 3 (1801) / Nr. 2 op. 6 (1804) / Nr. 3 op. 7 (1804) / Nr. 4 op. 10 (1805) / Nr. 5 op. 13 (1807) / Nr. 6 op. 18 (1809) / Nr. 7 op. 21 (1809) / Nr. 8 op. 22 (1809) / Nr. 9 op. 30 (1840)
- Symphonie concertante op. 38 (1817) für 2 Violinen und Orchester
- Six trios pour deux violons & basse, oeuvre 1 Momigny, Paris (um 1800, seiner Mutter gewidmet, archive.org).
- Douze Études ou caprices pour le violon op. 2 (1803 Zwölf Studien oder Capricen für die Violine)
- 3 Trios op. 4 für 2 Violinen und Cello (1800)
- 3 Duos op. 8 (1804)
- 3 Airs francais op. 15 für Solo-Violine, 2. Violine, Viola, Cello
- 3 Duos op. 16 (1811)
- 3 Airs russes op. 20 für Violine und Klavier (oder 2. Violine, Viola, Cello)
- 3 Airs variés für Violine und Klavier op. 31 (1814)
- Andante op.29
- Menuet de Händel op. 31 Nr. 2 für Violine und Klavier / Orchester
- Sonate für Violine und Klavier op. 32 (1820)
- Trois nocturnes op. 39 (1831)
- 24 Etudes op. posh. für Violine solo

Weitere Schriften
- Notice sur Grétry. 1814.
- Notice sur Viotti. 1825.
- Observations relatives aux concours de violon du Conservatoire de musique. Librairie de Firmin Didot, Paris 1872 (archive.org – verfasst 1835; posthum veröffentlicht).

## Ehrungen (Auswahl)
- Am 4. April 1872 wurde im kleinen Saal des Pariser Konservatoriums eine Bronzestatuette Baillots aufgestellt. Zugleich wurde zu seinen Ehren eine musikalische Soirée veranstaltet und Dominique Tajan-Rogé (1803–1878) hielt eine Rede, die als Hommage à la mémoire de Baillot auch gedruckt bei le Chevalier in Paris erschien.